# Sueño y su hermanastro Muerte
Sueño y su hermanastro Muerte (título original en inglés: Sleep and his Half-brother Death) es una pintura al óleo realizada por John William Waterhouse en 1874. Fue la primera exposición de Waterhouse en la Real Academia de Arte, siendo pintada por este luego de la muerte de sus dos hermanos menores debido a la tuberculosis.
La pintura pertenece al movimiento simbolista y representa a los dioses griegos Hipnos (personificación del sueño) y Tánatos (personificación de la muerte) quienes, en la mitología griega, eran hermanos gemelos. A pesar de que sus poses pueden parecer similares, Hipnos se encuentra en primer plano y su figura es iluminada por la luz, mientras que Tánatos se encuentra envuelto en oscuridad. Esto representa, por lo tanto, el sueño y la muerte. Hipnos también es visto sosteniendo amapolas, las cuales son simbólos de la narcosis y los estados oníricos.